# Faraos fem namn
Faraos Fem Namn eller som de kallas tillsammans, faraos stora namn, var den namnstandard som användes av de gamla egyptiska kungarna, och som användes att titulera farao med. Namnen symboliserade den jordiska makten och det himmelska väldet. Det utgjorde också en proklamering av kungens styre. Det hände även att namnen byttes ut under regeringsperioden.
Alla fem namnen användes inte förrän under det Mellersta riket men användes så sent som när romarna utropade Egypten till romersk provins.

## Horusnamnet
| G5 |

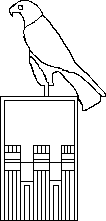
En serek utan namn

Horusnamnet skrevs vanligtvis med hieroglyfer inuti en rektangel vilken var en representation av en palatsfasad. En bild av falkguden Horus satt ovanpå eller vid sidan om den. 
Detta är det äldsta formen av faraos namn med rötter i den fördynastiska tiden. Många av de äldsta faraonerna är enbart kända under detta namn. Man trodde att kungen var Horus jordiska inkarnation och efter döden blev farao förenad med sin himmelska inkarnation. 
I varje fall en farao, Seth-Peribsen från 2:a dynatin, använde en bild av schakalguden Set i stället för Horus, kanske på grund av en inre religionsstrid. Antagligen uppstod stridigheter med  Khasekhemui som placerade både Seth och Horus över sitt namn, kanske för att blidka de oliktänkande. Därefter användes bara Horus.
Från den 4:e dynastin skrivs inte horusnamnet längre i en serekh utan bara med horusfalken först.
Allt eftersom dynastierna kom och gick förlorade horusnamnet mycket av sin betydelse. Ramses II had flera dussin.

## Nebtinamnet
| G16 |

Nebtinamnet (bokstavligen de två härskarinnorna) associerar farao med de två s.k. "heraldiska" gudinnorna av Övre och Nedre Egypten. Det antogs i början av hans styre och markerade honom som kung över de två landen. De består av:
- en gam, ofta bärande Övre Egyptens krona för skyddsgudinnan Nekhbet.
- en upprätt kobra, ofta bärande Nedre Egyptens krona för skyddsgudinnan Wadjet.

Båda sitter på varsin korg, tecknet neb som betyder "Herren". Tecknet neb hör även till en annan beteckning på kungen: "Herre över de båda Landen" (neb taui).
Namnet användes först av farao Semerkhet under den första dynastin, även om det dröjde till 12:e dynastin innan det blev en självständig titel. Det skrevs inte i en kartusch eller serekh men börjar alltid med bilden på gamen och kobran.
Nebtinamnet hade två syften för kungen:
1. Visa att han hade nära förbindelser med de två skyddande gudinnorna, och därmed deras särskilda skydd.
2. Bekräfta det faktum att hela landet (båda länderna) styrdes av honom ensam.

## Guldhorusnamnet
| G8 |

Dess syfte är okänt och omdebatterat. Farao blev troligen symboliskt likställd med falken som flyger över himlen med solen i en båt. Det består av en falk (Horus) som sitter på symbolen för guld (nub). Namnet började användas officiellt av Djoser i tredje dynastin.
Guld var synonymt med evighet, så namnet kan betyda att farao skulle vara gudomlig för evigt. Det kan också antas representera Horus seger över Seth eftersom symbolen för guld kan tolkas som att Horus var "överlägsen sina fiender". 
Precis som nebtinamnet var det inte inramat i en kartusch eller serekh men börjar alltid med en bild på horusfalken sittande på hieroglyfen för guld.

## Regentnamnet
| M23 · t | L2 · t |

Regentnamnet eller tronnamnet (praenomen) var det viktigaste namnet på farao. Hieroglyferna skrevs alltid inom en kartusch och föregicks med titeln nesut-biti (Kung av Övre och Nedre Egypten). Tillägget neb taui (Herre av de två landen) förekom även ofta.
Från tidpunkten en ny farao blivit utsedd till efterträdare för den avlidne farao till kröningen användes bara hans födelsenamn. Först efter kröningen användes regentnamnet.  

## Födelsenamnet
| G39 | N5 | \| \| |
|     |    |       |

|  |

Detta var namnet som gavs vid födseln. Namnet föregicks av titeln Solens Son (Sa-Ra) skrivet med hieroglyfen av en anka (sa), en homonym för ordet "son", vid sidan om hieroglyfen för solguden Ra. Titeln introducerades först under 4:e dynastin och betonar kungens roll som företrädare för solguden. Drottningar använde samma titel.
Moderna historiker använder normalt sett födelsenamnet namnet på faraonerna och lägger till ett ordningstal (till exempel "II", "III") för att skilja mellan olika individer med samma namn.